# 오스틴 그로스먼

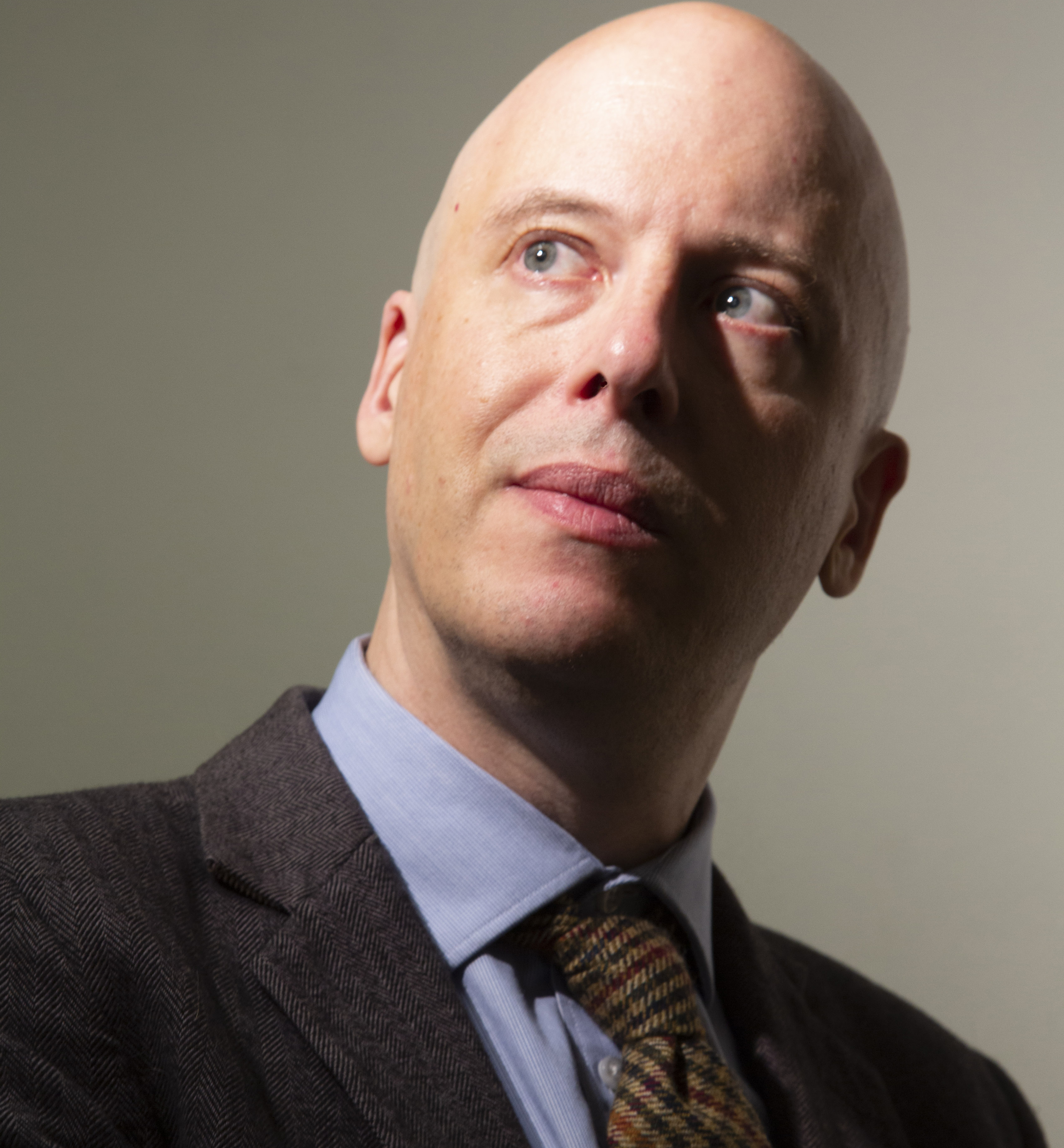

오스틴 그로스먼(Austin Grossman, 1969년 6월 26일 ~ )은 미국의 저자이자 비디오 게임 디자이너이다. 뉴욕 타임스의 기여자이며, 데이어스 엑스, 디스아너드를 포함한 수많은 비디오 게임에 기여했다.
매사추세츠주 콩코드에서 태어났다.

## 참여작
- 시스템 쇼크
- 데이어스 엑스 (비디오 게임)
- 툼 레이더: 레전드
- 디스아너드
- 디스아너드 2